# Північно-Західний адміністративний округ
Північно-Західний адміністративний округ (рос. Северо-Западный административный округ) — один з 12 адміністративних округів Москви. Містить 8 районів. Код ЗКАТУ — 45283000000.
На території округу знаходяться станції Тагансько-Краснопресненської та Арбатсько-Покровської ліній метро.

## Райони
| Назва                | Відповідне муніципальне утворення | Площа, га | Населення (на 01.01.2010 р.), тис. ос. | Щільність населення (на 01.01.2010 р.), ос. / км² | Площа жилого фонду (на 01.01.2008 р.), тис. м² |
| -------------------- | --------------------------------- | --------- | -------------------------------------- | ------------------------------------------------- | ---------------------------------------------- |
| Куркіно              | Куркіно                           | 804       | 17,9                                   | 2226,4                                            | 915                                            |
| Митіно               | Мітіно                            | 1266      | 147,5                                  | 11650,9                                           | 3492                                           |
| Покровське-Стрешнєво | Покровське-Стрешнєво              | 1290      | 48,1                                   | 3728,7                                            | 1263                                           |
| Північне Тушино      | Північне Тушино                   | 940       | 136,2                                  | 14489,4                                           | 2670                                           |
| Строгіно             | Строгіно                          | 1684      | 124,5                                  | 7393,1                                            | 2321                                           |
| Хорошово-Мньовники   | Хорошово-Мньовники                | 1781      | 147,1                                  | 8259,4                                            | 2809                                           |
| Щукіно               | Щукіно                            | 768       | 92,2                                   | 12005,2                                           | 2082                                           |
| Південне Тушино      | Південне Тушино                   | 794       | 91,9                                   | 11574,3                                           | 1728                                           |